# Famille Cysat
La famille Cysat est une famille patricienne éteinte de Lucerne.

## Histoire
Johann Batist Cysat s'installe à Lucerne en 1544 et entre dans la bourgeoisie en 1549. 
Des membres de la famille siègent au Grand Conseil à partir de 1573 et au Petit Conseil de 1623 à 1741.
La famille s'éteint en 1802.

## Personnalités
- Renward Cysat
- Jean-Baptiste Cysat